# Kaʻula
Kaʻula – wysepka w kształcie półksiężyca, leżąca w archipelagu Hawajów. Należy do hrabstwa Kauaʻi, części stanu Hawaje.

## Geografia
Wyspa znajduje się 37 km na południowy zachód od Kawaihoa Point na Niʻihau i około 150 mil morskich (278 km) na zachód od Honolulu. Jest wysunięta najdalej na zachód w głównej grupie wysp; geograficznie i przyrodniczo przypomina bardziej Północno-Zachodnie Wyspy Hawajskie. Wyspa stanowi szczyt wulkanicznego stożka tufowego, który wieńczy znacznie większy, zanurzony wulkan tarczowy. Był on aktywny 4,0 ± 0,2 miliona lat temu (pliocen). W najwyższym punkcie wyspa osiąga wysokość 550 ft (168 m) n.p.m. Z powodu erozji wyspa powoli się zmniejsza. Jej powierzchnia w zależności od źródła to 44–55 ha. Wyspa nie ma plaż, erozja morska utworzyła wysokie klify. Po północno-zachodniej stronie wyspy znajduje się duża jaskinia morska, zwana Kahalauaola (ang. Shark Cave, „jaskinia rekinów”).

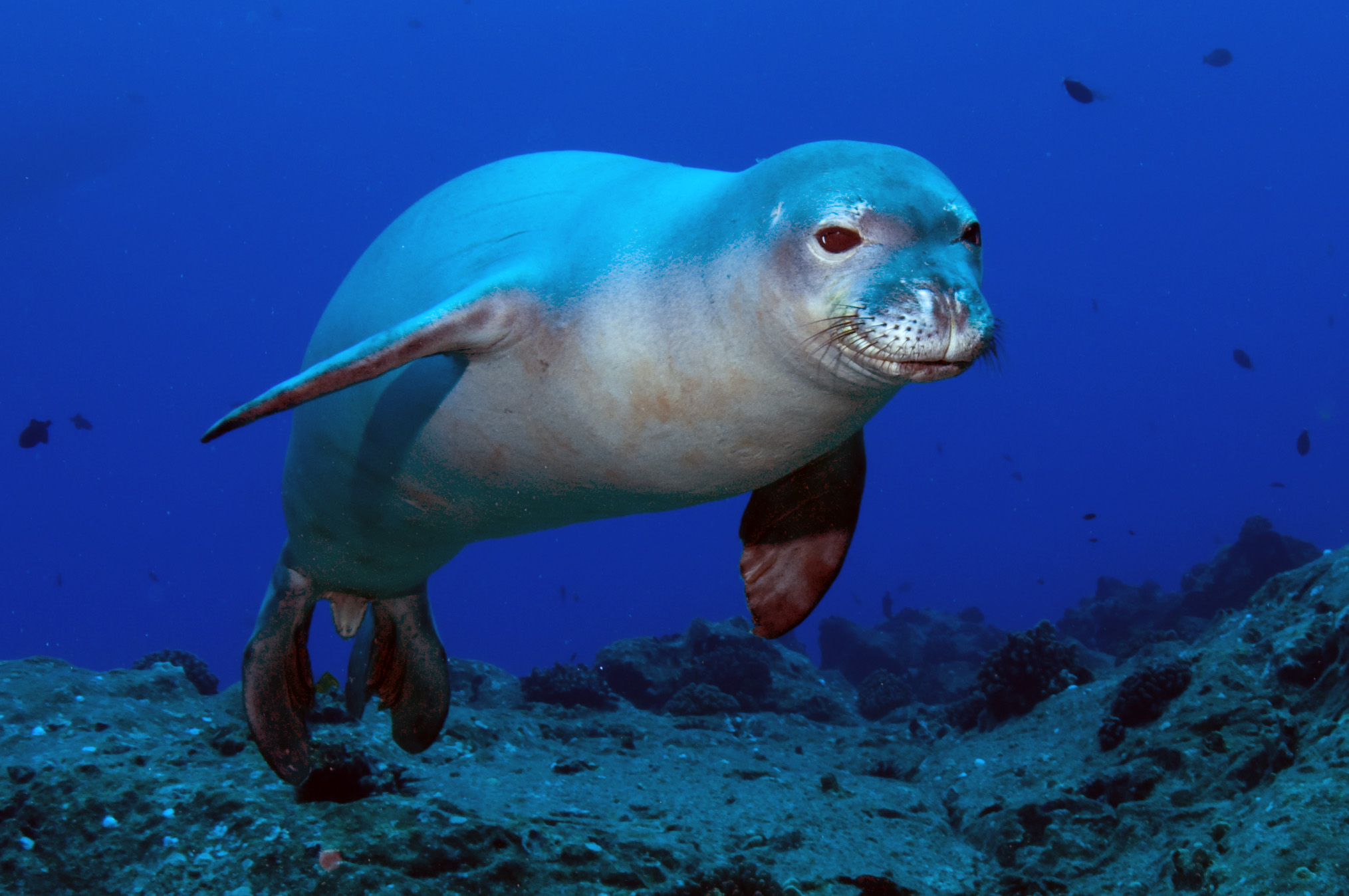
Mniszka hawajska na szczycie góry podmorskiej Five Fathom Pinnacle, w pobliżu wyspy Kaʻula

W odległości 6 km na zachodni północny zachód od wyspy znajduje się inny szczyt tego podmorskiego wulkanu, góra podwodna Five Fathom Pinnacle (ang. „szczyt pięciu sążni”), której szczyt znajduje się 5 sążni (9 metrów) pod poziomem morza. Jest to znane miejsce do nurkowania. Do tej góry może odnosić się, zachowana w pieśniach, hawajska nazwa Mokupapapa.
Kaʻula jest niezamieszkana. U.S. Census Bureau włącza wyspę Kaʻula do okręgu spisowego (ang. Census tract) 412 w hrabstwie Kаuaʻi, razem z większą Niʻihau. W poprzednich spisach była ona odrębnym okręgiem.

## Przyroda
Na wyspie gnieździ się około 100 tysięcy ptaków morskich należących do 18 gatunków. Należą do nich: rybitwa czarnogrzbieta, rybołówka brunatna, burzyk klinosterny i głuptaki. Gnieżdżą się tam także albatros czarnonogi i albatros ciemnolicy. Obecny stan kolonii ptaków nie jest znany, ale wciąż może ona być największą i najbardziej zróżnicowaną w głównej grupie wysp hawajskich. Opady na wyspie są niskie i roślinność usycha w porze suchej, aby odrosnąć z nadejściem deszczów. Badania flory wyspy miały miejsce w latach 30. i 70. XX wieku i stwierdziły występowanie 31 gatunków, z czego około połowa to gatunki rodzime, w tym dwa endemity. Współczesny stan flory jest nieznany.
Zagrożeniem dla przyrody wyspy mogą być zawleczone na nią szczury polinezyjskie, które zaburzyły ekosystemy wielu wysp Pacyfiku. Dla rodzimych ptaków groźne są też introdukowane sowy płomykówki.

## Historia
Wyspa, choć niezamieszkana, była dobrze znana Hawajczykom i często wymieniana w przekazach ustnych. W mitologii hawajskiej jest ona ostatnim lub przedostatnim (jeśli mit wymienia wyspę Nihoa) dzieckiem pary, która zrodziła wyspy (np. w micie o Papa i Wākea). Ponad jaskinią znajduje się miejsce kultu (heiau), w którym rybacy z Niʻihau składali ofiary bogu rekinów, Kūhaimoana, władającemu tą wyspą.
Kaʻula była jedną z pierwszych pięciu wysp, które w 1778 roku jako pierwszy Europejczyk zobaczył kapitan James Cook; zapisał jej nazwę jako „Tahoora”. W 1932 roku na wyspie ustawiono latarnię morską, którą zawiadywała amerykańska U.S. Lighthouse Service. Działała ona do 1947 roku.

## Wykorzystanie militarne
Wyspa jest używana jako strzelnica US Navy od co najmniej 1952 roku. Co pewien czas mieszkańcy Hawajów protestowali przeciwko temu. Współcześnie Marynarka wykorzystuje ślepą amunicję, choć w przeszłości używano także bojowej. Na wyspie mogą znajdować się niewypały, do wylądowania na niej niezbędne jest zezwolenie amerykańskiej Marynarki Wojennej. W 1978 roku, pomimo sprzeciwu Marynarki, stan Hawaje stwierdził zwierzchność nad wyspą i mianował ją stanową ostoją ptaków. Ostateczna decyzja o własności jeszcze nie zapadła i marynarka wojenna nadal korzysta z południowo-wschodniego krańca wyspy, jako celu dla bombardowania i ostrzału.